# Знаменка (Тюменская область)
Знаменка — упразднённая деревня в Тюменском районе Тюменской области России. На момент упразднения входила в состав Нижнепышминского муниципального образования. Упразднена в 2004 году, в связи с прекращением существования.

## География
Деревня находится на юго-западе Тюменской области, в пределах юго-западной части Западно-Сибирской низменности, ан правом берегу реки Пышма, на расстоянии примерно 2,5 километра (по прямой) к северо-востоку от деревни Пышминка.

### Климат
Климат резко континентальный, с холодной продолжительной зимой и тёплым относительно коротким летом. Среднегодовая температура — 0,7 °C. Средняя температура воздуха самого холодного месяца (января) — −17,2 °C (абсолютный минимум — −46 °C); самого тёплого месяца (июля) — 17,8 °C (абсолютный максимум — 39 °С). Безморозный период длится 121 день. Среднегодовое количество атмосферных осадков составляет 470 мм, из которых 365 мм выпадает в тёплый период. Продолжительность залегания снежного покрова составляет в среднем 151 день.

## Население
| 1989 | 2002 |
| ---- | ---- |
| 0    | →0   |